# Stracone nadzieje
Stracone nadzieje, oryginalny tytuł Disappearing Acts – amerykański dramat filmowy z 2000 roku w reżyserii Giny Prince-Bythewood. Scenariusz napisała Lisa Jones. W rolach głównych wystąpili Sanaa Lathan, Wesley Snipes i Regina Hall. Światowa premiera odbyła się 9 grudnia 2000 r.

## Fabuła
Źródło.
Franklin Swift (Wesley Snipes) jest robotnikiem budowlanym pochodzącym z Brooklynu. Do mieszkania, które właśnie wyremontował, wprowadza się Zora Banks (Sanaa Lathan) – nauczycielka muzyki i początkująca piosenkarka. Swift pomaga jej przy wnoszeniu mebli. Podczas kolejnych dni poznaje bliżej kobietę. Zaczynają się spotykać. Robotnik postanawia pomóc wybić się piosenkarce.

## Obsada
- Sanaa Lathan jako Zora Banks
- Wesley Snipes jako Franklin Swift
- Regina Hall jako Portia
- Lisa Arrindell Anderson jako Claudette
- Q-Tip jako Reg Baptiste
- Clark Johnson jako Jimmy
- John Amos jako pan Swift
- CCH Pounder jako pani Swift
- Aunjanue Ellis jako Pam
- John Beasley jako pan Banks
- Laz Alonso jako Martinez
- Michael Imperioli jako Claude